# HD 75896
HD 75896，又名BD+36 1883，SAO 61117、HR 3528，是一颗恒星，视星等为6.14，位于銀經187.81，銀緯39.34，其B1900.0坐标为赤經8h 47m 37.9s，赤緯+35° 39.34′ 59″。